# Steffen Wich
Steffen Wich (* 6. Dezember 1966 auf Amager) ist ein dänischer Basketballtrainer.

## Werdegang
Wich besuchte die Kastrup Skole auf der Insel Amager, dann das Risskov Gymnasium nahe Aarhus. Da sein Vater Flemming als Mitarbeiter des Unternehmens BP in mehreren Ländern tätig war, lebte Wich längere Zeit im Ausland. Malaysia bezeichnet er als seine zweite Heimat. Wich schloss ein Lehramtsstudium ab und war zeitweise im Schuldienst beschäftigt.

### Spieler
Wichs Bruder Henrik, seine Mutter Jette und sein Vater Flemming waren Basketballnationalspieler. Der 1,88 Meter große Steffen Wich spielte in der Jugend des Vereins BK Amager, zu dessen Gründern seine Eltern gehörten, und ab 1984 für Skovbakken (Bakken Bears).

### Trainer
Er wurde 1988 erstmals Trainer des Erstligisten (später in Bakken Bears umbenannt) und war gleichzeitig weiterhin Spieler, ehe er sich aus Verletzungsgründen als solcher zurückzog. In der Saison 1990/91 wurde er als Nachfolger von Zdravko Nenadić, unter dem in sechs Spielen nur ein Sieg gelungen war, wieder Trainer der Mannschaft. Der Klassenerhalt wurde verpasst, Wich führte Skovbakken 1992 in die höchste Spielklasse zurück. 1992 übernahm der US-Amerikaner Lloyd Zimet das Cheftraineramt bei Skovbakken, konnte den Abstieg aus der ersten Liga aber nicht verhindern. Wich, der mittlerweile seine Spielerlaufbahn aufgrund von Kniebeschwerden eingestellt hatte und dessen größter Erfolg als Spieler 1990 mit Skovbakken die Silbermedaille in der dänischen Meisterschaft gewesen war, trat 1993 abermals das Traineramt an. Die Mannschaft trat damals in der zweithöchsten dänischen Liga an, 1994 gelang unter Wich als Trainer der Wiederaufstieg in die höchste Spielklasse.
1997 führte Wich die Mannschaft zum Gewinn der dänischen Meisterschaft, 1998 wurde er mit ihr Vizemeister und 1999 wieder Meister. Anschließend gab er das Amt an Luke Gomez ab, wurde aber noch im selben Jahr dessen Nachfolger. 2000 und 2001 führte Wich die Bakken Bears wieder zum Meistertitel, 2002 endete seine Amtszeit, Wich wurde vom US-Amerikaner Geof Kotila abgelöst. Wich kehrte im Januar 2007 auf den Trainerposten zurück, als Mads Sigersted aus gesundheitlichen Gründen vorerst zurücktreten musste.  Wich führte die Mannschaft zum Gewinn des Meistertitels und zum Pokalsieg. Sigersted übernahm im Vorfeld der Saison 2007/08 wieder das Cheftraineramt, Wich blieb als Assistent Mitglied des Trainerstabs und war als solcher bis 2010 tätig. Im Dezember 2012 wurde ihm in Folge Bakkens Trennung vom Deutschen Philip Dejworek erneut das Traineramt übertragen, das er bis zum Abschluss der Saison 2012/13 ausübte und in dieser Zeit abermals Meistertitel und Pokal errang. Hernach trat Wich das Amt an den Finnen Ville Tuominen ab.
2016 wurde Wich wieder Bakkens Cheftrainer, führte die Mannschaft zu weiteren Titeln in Dänemark, betreute sie ebenfalls in europäischen Vereinswettbewerben (Champions League, FIBA Europe Cup) und war bei Bakken bis 2021 als Trainer beschäftigt.

### Weitere Berufe
Anstelle seiner Arbeit im Basketball widmete sich Wich dann der Lokalpolitik und seinem Hauptberuf als Leiter der Jugendleistungssporteinrichtung Eliteidræt Aarhus. Wich verließ Eliteidræt Aarhus nach 20-jähriger Tätigkeit im Jahr 2022 und wurde am 1. Oktober desselben Jahres Leiter der Veranstaltungsstätte Vejlby-Risskov Halle.

### Erfolge als Cheftrainer
- Dänischer Meister: 1997, 1999, 2000, 2001, 2007, 2013, 2017, 2018, 2019, 2020, 2021[18]
- Dänischer Pokalsieger: 2000, 2001, 2007, 2013, 2018, 2020, 2021[19]
- Halbfinaleinzug im FIBA Europe Cup 2018,[20] 2020[21]